# William K. L. Dickson

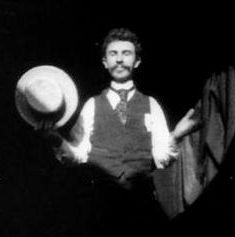
Dicksons erster Filmauftritt in Dickson Greeting (1891)

William Kennedy Laurie Dickson (* 3. August 1860 in Le Minihic-sur-Rance, Frankreich; † 28. September 1935 in Twickenham, England) war ein schottischer Erfinder, der in den US-amerikanischen Laboratorien von Thomas Alva Edison den Kinetographen und das Kinetoskop, die ersten brauchbaren Geräte zur Aufnahme und Betrachtung bewegter Bilder, entwickelte.

## Leben
Dickson wurde in der Bretagne als Sohn künstlerisch begabter schottischer Eltern geboren. Seine Mutter war Musikerin, sein Vater war als Künstler, Astronom und Linguist tätig. Dickson selbst war ebenfalls vielseitig; so war er erfolgreich als Violinist, Maler, Höhlenforscher, Fotograf und Erfinder.
Nach dem Tod des Vaters kehrte die Familie Dickson Ende der 1870er Jahre nach London zurück. Dort kontaktierte Dickson erstmals den US-amerikanischen Erfinder Thomas Alva Edison, um sich für eine Position in seinen Laboratorien in Menlo Park, New Jersey, zu bewerben. Edison lehnte ab, doch als die Familie 1881 in die Vereinigten Staaten übersiedelte, wurde Dickson 1883 von Edison schließlich eingestellt. Innerhalb weniger Jahre stieg Dickson zu einem der wichtigsten Assistenten Edisons auf.
1888 begann Dickson, sich mit den Arbeiten von Eadweard Muybridge, Ottomar Anschütz und anderen über die Aufnahme und Wiedergabe „bewegter Bilder“ zu beschäftigen. Edison schwebte ein Gerät ähnlich seinem Phonographen zur Aufzeichnung von Sprache und Musik vor. Daher entwickelte Dickson einen Prototyp des Kinetographen, bei dem die einzelnen Bilder auf einem Zylinder aufgenommen und von diesem wieder abgespielt werden konnten. Im November 1890 fertigte er seinen ersten Film, Monkeyshines, in dem er seinen Assistenten Fred Ott filmte. Die gewählte Apparatur erwies sich aber als zu kompliziert und nicht praktikabel.

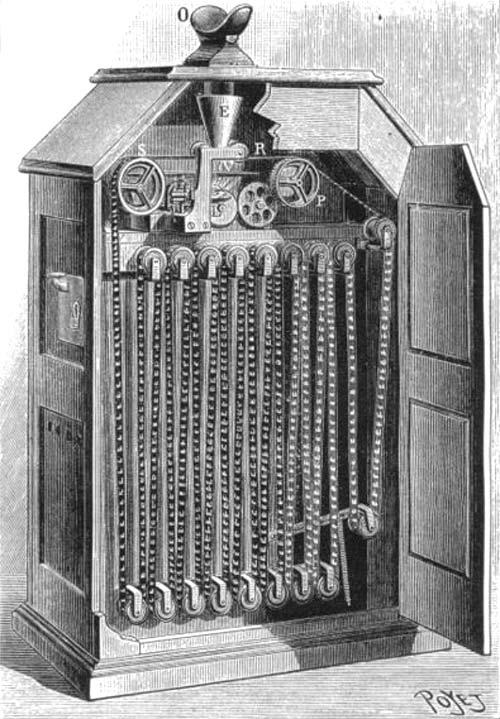
Schemazeichnung von Dicksons Kinetoskop

Stattdessen begann Dickson mit Zelluloidfilmen zu arbeiten, die als Rollfilm Ende der 1880er Jahre auf den Markt kamen. Dickson war nicht der Erste, der Filmstreifen zur Belichtung einsetzte, doch perfektionierte er die technische Umsetzung durch die Perforation der Filmstreifen. Zur Aufnahme der Bilder entwickelte Dickson den Kinetographen, als Betrachtungsgerät diente das Kinetoskop, ein Guckkasten, in dem die entwickelten Filmstreifen durch eine elektrische Glühbirne beleuchtet wurden. Der erste mit einem Kinematographen hergestellte Film war der nur wenige Sekunden dauernde Streifen Dickson Greeting, in dem sich der Erfinder verneigt und den Hut zieht. Die erste öffentliche Vorführung für eine Besuchergruppe in Edisons Laboratorien ist für den 20. Mai 1891 belegt. Am 24. August wurden Kinetograph und Kinetoskop zum Patent angemeldet.
In den folgenden Monaten verbesserte Dickson die Apparaturen und schuf dabei die Urform für den Normalfilm. Er leitete den Bau des ersten Filmstudios, der so genannten Black Maria, in dem ab 1893 eine Reihe von Filmen aufgenommen wurde. Einer breiteren Öffentlichkeit wurden die Filme 1893 auf der Weltausstellung in Chicago vorgestellt. Ein Jahr später wurde in New York ein Salon mit mehreren Kinetoskopen eröffnet, in dem sich das zahlende Publikum die Filme ansehen konnte. Einer der ersten Filme, die bei der Eröffnung am 14. April vorgeführt wurden, war die von Dickson produzierte Blacksmith Scene, der somit als der erste kommerziell ausgewertete Film gilt. Um 1894 experimentierte Dickson mit synchronisiertem Ton und produzierte so die ersten Tonfilmaufnahmen, die damals allerdings über das Experimentierstadium nicht hinauskamen. Der Film wurde später von Walter Murch restauriert und als Dickson Experimental Sound Film veröffentlicht.
Während dieser Zeit kam es immer wieder zu Meinungsverschiedenheiten zwischen Dickson und Edison. Dickson war überzeugt davon, dass eine Projektion der Bilder geeignet sei, ein größeres Publikum mit der neuen Erfindung vertraut zu machen, doch Edison war daran nicht interessiert. Er änderte seine Meinung erst nach den Erfolgen der Brüder Lumière mit ihrem Cinématographe. Als Edison einen neuen Manager für sein Unternehmen einstellte und dieser darauf beharrte, dass Dickson alle seine Patente auf Edison übertrug, verstärkte sich der Konflikt. 
Im Jahr 1895 kam es zum endgültigen Bruch mit Edison. Noch bevor Dickson die Firma verließ, arbeitete er im Geheimen für die Familie Latham. Wenig später gründete er zusammen mit Herman Casler, Henry Marvin und Elias Koopman die American Mutoscope Company als Konkurrenzunternehmen zu Edisons Filmstudio. Das Mutoskop war ein verbessertes Betrachtungsgerät, das von Casler patentiert wurde, bei dessen Gestaltung Dickson aber zumindest beratend mitgewirkt hatte (wodurch er offensichtlich Edison hintergangen hatte). Zur Projektion der aufgenommenen Bilder wurde der Biograph-Projektor entwickelt. Das Mutoskop-Biograph-System war Edisons Projektoren weit überlegen, doch hatte Edison die besseren Vermarktungsmöglichkeiten und den Vorteil, dass die Verwendung von Film von 1⅜ Zoll Breite mit 64 Lochpaaren je Fuß patentrechtlich geschützt war. Anfang des 20. Jahrhunderts gewann aber die Firma an Bedeutung und erlangte mit Talenten wie D. W. Griffith Weltruhm.
1897 kehrte Dickson als Leiter der neu gegründeten British Mutoscope and Biograph Company nach London zurück. Er war dort aber nicht nur als Manager, sondern auch als Produzent tätig. So filmte er 1898 Papst Leo XIII. im Vatikan. 1899 dokumentierte er den Burenkrieg in Südafrika, worüber er auch ein Buch, The Biograph in Battle, verfasste. 1903 zog sich Dickson vom Filmgeschäft zurück und arbeitete als selbständiger Elektrotechniker. Als begeisterter Sportschütze bildete er Scharfschützen während des Ersten Weltkrieges aus. Nach dem Großen Krieg setzte Dickson sich in Twickenham zur Ruhe, wo er 1935 an Krebs starb.
Trotz Dicksons Bemühungen kam es nicht mehr zu einer Aussöhnung mit Edison. Edison, der mit seinen finanziellen Mitteln und der technischen und personellen Ausstattung seiner Laboratorien erst die bahnbrechenden Arbeiten ermöglichte, betrachtete Dickson als treubrüchig und undankbar, versuchte aber gleichzeitig, Dicksons Namen von der Entwicklungsgeschichte des Kinematographen zu tilgen. Inzwischen ist Dicksons Bedeutung allgemein anerkannt, in Scott Smiths Buch The Film 100 führte Dickson die Liste der 100 wichtigsten Persönlichkeiten der ersten 100 Jahre der Filmgeschichte an.

## Filme (Auswahl)

### Edison Manufacturing Company
- 1890: Monkeyshines
- 1891: Dickson Greeting
- 1891: Newark Athlete
- 1891: Men Boxing
- 1892: A Hand Shake
- 1893: Blacksmith Scene
- 1894: Carmencita
- 1894: Dickson Experimental Sound Film
- 1894: Bucking Broncho
- 1894: Edison Kinetoscopic Record of a Sneeze (auch: Fred Ott’s Sneeze)
- 1894: The Barbershop
- 1894: The Boxing Cats
- 1894: Sandow
- 1895: Annabelle Serpentine Dance

### American Mutoscope and Biograph Company
- 1896: McKinley at Home, Canton, Ohio
- 1896: Rip Van Winkle

### British Mutoscope and Biograph
- 1899: King John

## Buchveröffentlichung
- 1901: The Biograph in battle: its story in the South African War related with personal experiences, London : T. Fisher Unwin, 1901